# Andy Gibb

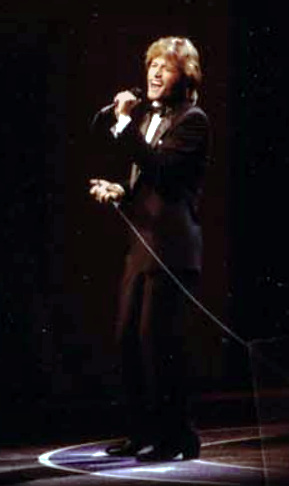
Andy Gibb (1981)

Andy Gibb (* 5. März 1958 als Andrew Roy Gibb in Manchester, England; † 10. März 1988 in Oxford, England) war ein britisch-australischer Sänger.

## Leben
Andy Gibb wurde als Sohn von Hugh und Barbara Gibb geboren. Seine Mutter war Sängerin, während der Vater ein kleines Orchester leitete. Seine älteren Brüder Barry, Robin und Maurice Gibb wurden als Bee Gees bekannt.
1979 hatte Andy Gibb einen Auftritt mit den Bee Gees (Spirits Having Flown Tour), jedoch war er selbst nie Mitglied der Gruppe. Stattdessen feierte er als Solosänger große Erfolge. Seinen ersten Nummer-eins-Hit in den USA hatte er 1977 mit dem von seinem Bruder Barry geschriebenen Titel I Just Want to Be Your Everything. Zwischen Mai 1977 und April 1978 schaffte er es mit insgesamt drei Liedern an die Spitze der US-Charts. Daneben war er 1978 als Gastsänger auf dem Album Thoroughfare Gap von Stephen Stills zu hören.
In den folgenden Jahren hatte er weitere musikalische Erfolge und kam mit seiner Beziehung zu der Schauspielerin Victoria Principal in die Medien. Mitte der 1980er Jahre trennten sich die beiden, und der mittlerweile drogenabhängige Gibb wurde in die Betty-Ford-Klinik eingeliefert.

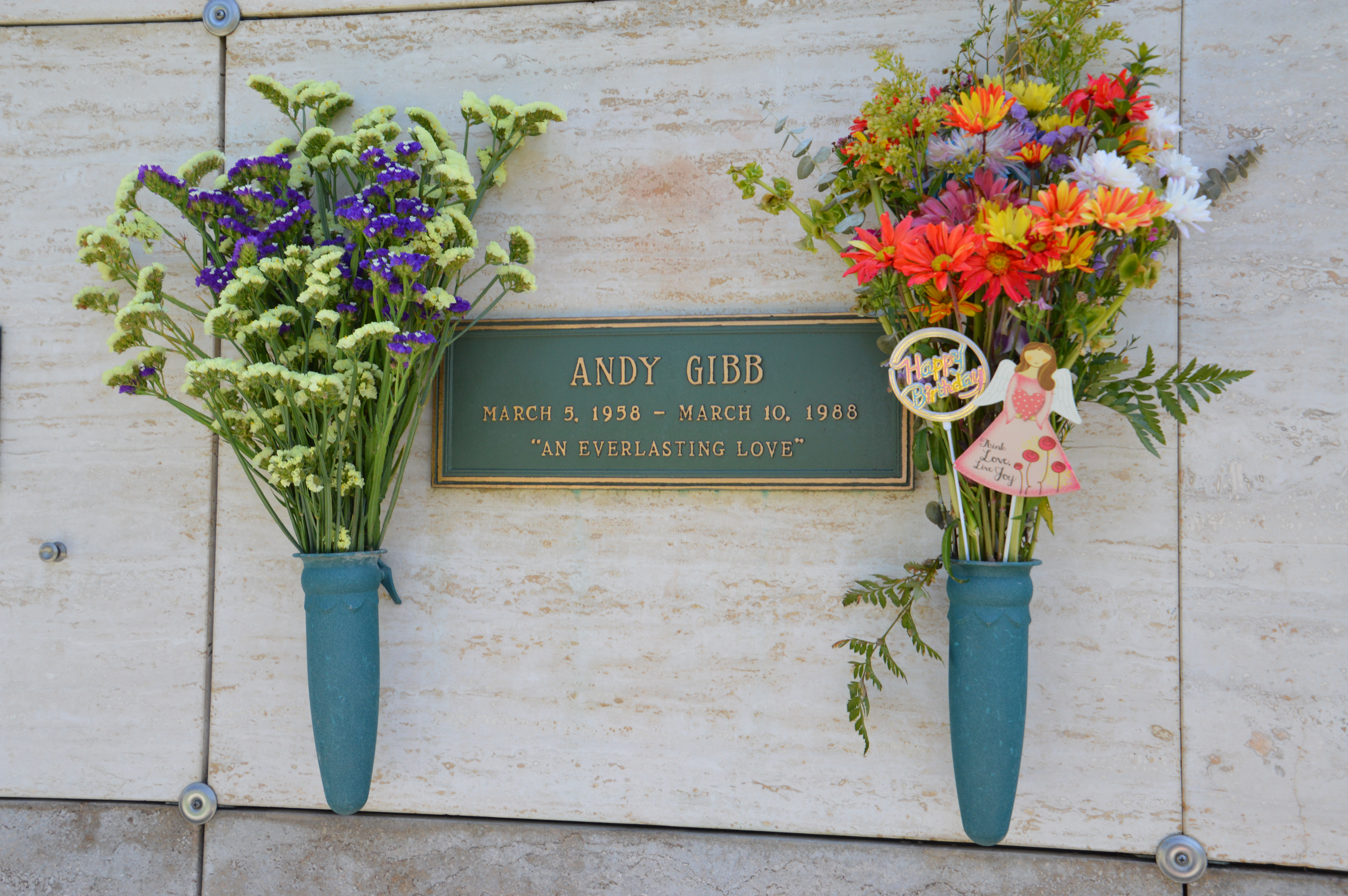
Das Grab von Andy Gibb, Forest Lawn Memorial Park, Hollywood Hills, Los Angeles

Gibb schloss Anfang 1988 einen neuen Vertrag mit der Plattenfirma Island Records. Zu den schon geplanten Aufnahmen für seine neue Platte kam es jedoch nicht mehr, da er Anfang März 1988 ins Krankenhaus eingeliefert wurde, wo er am 10. März 1988, fünf Tage nach seinem 30. Geburtstag, an den Folgen einer Myokarditis starb. Er wurde auf dem Forest Lawn Memorial Park in Hollywood beigesetzt.
Ihm zu Ehren widmeten ihm seine Brüder die Lieder Ordinary Lives und Wish You Were Here, beide Songs aus ihrem Album One (erschien 1989, ein Jahr nach Andy Gibbs Tod).

## Familie
Bevor Gibb Australien verließ, hatte er seine Freundin Kim Reeder geheiratet. Als die gemeinsame Tochter, Peta Jaye, am 25. Januar 1978 geboren wurde, lebte Gibb bereits von seiner Ehefrau getrennt und ließ sich im Laufe des Jahres von ihr scheiden. Gibb traf seine Tochter nur einmal, und zwar im Jahr 1981. Sie züchtet Staffordshire Bull Terrier und ist eine anerkannte Jurorin bei Hundeschauen in New South Wales, Australien. Sie hat zum 50-jährigen Jubiläum der Bee Gees auch ein Lied gesungen.

## Diskografie

### Alben
| Jahr | Titel          | Höchstplatzierung, Gesamtwochen, AuszeichnungChartplatzierungen (Jahr, Titel, Platzierungen, Wochen, Auszeichnungen, Anmerkungen) | Höchstplatzierung, Gesamtwochen, AuszeichnungChartplatzierungen (Jahr, Titel, Platzierungen, Wochen, Auszeichnungen, Anmerkungen) | Höchstplatzierung, Gesamtwochen, AuszeichnungChartplatzierungen (Jahr, Titel, Platzierungen, Wochen, Auszeichnungen, Anmerkungen) | Höchstplatzierung, Gesamtwochen, AuszeichnungChartplatzierungen (Jahr, Titel, Platzierungen, Wochen, Auszeichnungen, Anmerkungen) | Anmerkungen                                                                                |
| Jahr | Titel          | DE | AT | UK | US | Anmerkungen                                                                                |
| ---- | -------------- | --- | --- | --- | --- | ------------------------------------------------------------------------------------------ |
| 1977 | Flowing Rivers | — | — | — | US19 Platin · (68 Wo.)US | aufgenommen in den Criteria Studios, Miami Produzenten: Albhy Galuten, Karl Richardson     |
| 1978 | Shadow Dancing | — | — | UK15 Silber · (9 Wo.)UK | US7 Platin · (43 Wo.)US | aufgenommen in den Criteria Studios, Miami Produzenten: A. Galuten, B. Gibb, K. Richardson |
| 1980 | After Dark     | — | — | — | US21 Gold · (15 Wo.)US | aufgenommen in den Criteria Studios, Miami Produzenten: A. Galuten, B. Gibb, K. Richardson |

### Kompilationen
| Jahr | Titel                     | Höchstplatzierung, Gesamtwochen, AuszeichnungChartplatzierungen (Jahr, Titel, Platzierungen, Wochen, Auszeichnungen, Anmerkungen) | Höchstplatzierung, Gesamtwochen, AuszeichnungChartplatzierungen (Jahr, Titel, Platzierungen, Wochen, Auszeichnungen, Anmerkungen) | Höchstplatzierung, Gesamtwochen, AuszeichnungChartplatzierungen (Jahr, Titel, Platzierungen, Wochen, Auszeichnungen, Anmerkungen) | Höchstplatzierung, Gesamtwochen, AuszeichnungChartplatzierungen (Jahr, Titel, Platzierungen, Wochen, Auszeichnungen, Anmerkungen) | Anmerkungen                                                           |
| Jahr | Titel                     | DE | AT | UK | US | Anmerkungen                                                           |
| ---- | ------------------------- | --- | --- | --- | --- | --------------------------------------------------------------------- |
| 1981 | Andy Gibb’s Greatest Hits | — | — | — | US46 (18 Wo.)US | aufgenommen in den Criteria Studios und den Middle Ear Studios, Miami |

Weitere Kompilationen
- 1983: All About Andy Gibb
- 1991: Andy Gibb
- 2001: The Best of Andy Gibb: 20th Century Masters – The Millennium Collection
- 2013: Mythology: The 50th Anniversary Collection (Box mit 4 CDs, Disc 4: Andy)

### EPs
- 1977: Shadow Dancing
- 1979: (Our Love) Don’t throw It All away
- 1980: No puedo evitarlo

### Singles
| Jahr | Titel Album                                       | Höchstplatzierung, Gesamtwochen, AuszeichnungChartplatzierungen (Jahr, Titel, Album, Platzierungen, Wochen, Auszeichnungen, Anmerkungen) | Höchstplatzierung, Gesamtwochen, AuszeichnungChartplatzierungen (Jahr, Titel, Album, Platzierungen, Wochen, Auszeichnungen, Anmerkungen) | Höchstplatzierung, Gesamtwochen, AuszeichnungChartplatzierungen (Jahr, Titel, Album, Platzierungen, Wochen, Auszeichnungen, Anmerkungen) | Höchstplatzierung, Gesamtwochen, AuszeichnungChartplatzierungen (Jahr, Titel, Album, Platzierungen, Wochen, Auszeichnungen, Anmerkungen) | Anmerkungen                                                                         |
| Jahr | Titel Album                                       | DE | AT | UK | US | Anmerkungen                                                                         |
| ---- | ------------------------------------------------- | --- | --- | --- | --- | ----------------------------------------------------------------------------------- |
| 1977 | I Just Want to Be Your Everything Flowing Rivers  | — | — | UK26 (7 Wo.)UK | US1 Gold · (31 Wo.)US | Autoren: Andy Gibb, Barry Gibb                                                      |
| 1977 | (Love Is) Thicker Than Water Flowing Rivers       | — | — | — | US1 Gold · (29 Wo.)US | Autoren: Andy Gibb, Barry Gibb                                                      |
| 1978 | Shadow Dancing                                    | DE44 (4 Wo.)DE | — | UK42 (6 Wo.)UK | US1 Platin · (25 Wo.)US | Autoren: Andy Gibb, Bee Gees                                                        |
| 1978 | An Everlasting Love Shadow Dancing                | — | — | UK10 (10 Wo.)UK | US5 Gold · (16 Wo.)US | Autor: Barry Gibb                                                                   |
| 1978 | (Our Love) Don’t Throw It All Away Shadow Dancing | — | — | UK32 (7 Wo.)UK | US9 Gold · (18 Wo.)US | Autoren: Barry Gibb, Blue Weaver                                                    |
| 1980 | Desire After Dark                                 | DE36 (9 Wo.)DE | — | — | US4 (15 Wo.)US | Autoren: Bee Gees                                                                   |
| 1980 | I Can’t Help It After Dark                        | — | — | — | US12 (13 Wo.)US | mit Olivia Newton-John Autor: Barry Gibb                                            |
| 1980 | Time Is Time Andy Gibb’s Greatest Hits            | DE44 (6 Wo.)DE | AT17 (4 Wo.)AT | — | US15 (17 Wo.)US | Autoren: Andy Gibb, Barry Gibb                                                      |
| 1981 | Me (Without You) Andy Gibb’s Greatest Hits        | — | — | — | US40 (8 Wo.)US | Autor: Andy Gibb                                                                    |
| 1981 | All I Have to Do Is Dream All About Andy Gibb     | — | — | — | US51 (8 Wo.)US | mit Victoria Principal, Autor: Boudleaux Bryant Original: The Everly Brothers, 1958 |

Weitere Singles
- 1975: Words and Music
- 1978: Why
- 1979: Rest Your Love on Me (mit Olivia Newton-John)
- 1982: Here Inside (mit Flower)
- 1997: (Our Love) Don’t Throw It All Away (Live) (Bee Gees feat. Andy Gibb; Promo)

## Auszeichnungen für Musikverkäufe
| Goldene Schallplatte - Kanada - 1977: für die Single I Just Want to Be Your Everything - 1978: für das Album Flowing Rivers - 1978: für die Single (Love Is) Thicker Than Water - Hongkong - 1981: für das Album After Dark - Neuseeland - 1978: für die Single Shadow Dancing | Platin-Schallplatte - Hongkong - 1979: für das Album Shadow Dancing - Kanada - 1978: für das Album Shadow Dancing - 1978: für die Single Shadow Dancing |

Anmerkung: Auszeichnungen in Ländern aus den Charttabellen bzw. Chartboxen sind in ebendiesen zu finden.
| Land/RegionAuszeichnungen für Musikverkäufe (Land/Region, Auszeichnungen, Verkäufe, Quellen) | Silber  | Gold       | Platin     | Verkäufe  | Quellen         |
| -------------------------------------------------------------------------------------------- | ------- | ---------- | ---------- | --------- | --------------- |
| Hongkong (IFPI/HKRIA)                                                                        | —       | Gold1      | Platin1    | 30.000    | ifpihk.org      |
| Kanada (MC)                                                                                  | —       | 3× Gold3   | 2× Platin2 | 450.000   | musiccanada.com |
| Neuseeland (RMNZ)                                                                            | —       | Gold1      | —          | 10.000    | Einzelnachweise |
| Vereinigte Staaten (RIAA)                                                                    | —       | 5× Gold5   | 3× Platin3 | 8.500.000 | riaa.com        |
| Vereinigtes Königreich (BPI)                                                                 | Silber1 | —          | —          | 60.000    | bpi.co.uk       |
| Insgesamt                                                                                    | Silber1 | 10× Gold10 | 6× Platin6 |           |                 |